# Slaget ved Champion Hill
Slaget ved Champion Hill, som blev udkæmpet den 16. maj 1863 var et afgørende slag i Vicksburg kampagnen under den Amerikanske borgerkrig. Generalmajor Ulysses S. Grant og Army of the Tennessee forfulgte den retirerende konfødererede hær under generalløjtnant John C. Pemberton og besejrede hans hær 30 km øst for Vicksburg, Mississippi, hvilket uvægerligt førte til Belejringen af Vicksburg og overgivelsen.

## Baggrund
Efter Unionens besættelse af Jackson i Mississippi den 14. maj forberedte både konføderationens og Unionens styrker planer for de fremtidige operationer. General Joseph E. Johnston, som havde kommandoen over alle konføderationens styrker i Mississippi, trak sig tilbage med hovedparten af sin hær ad Canton Road, men han gav generalløjtnant John C. Pemberton, som havde kommandoen over tre divisioner med ca. 23.000 mand ordre til at forlade Edwards Station og angribe Unionshæren ved Clinton. Pemberton og hans generaler følte at Johnstons plan var farlig og besluttede i stedet at angribe Unionens forsyningskolonner som bevægede sig fra Grand Gulf til Raymond. Den 16. maj fik Pemberton imidlertid en ny ordre fra Johnston, som gentog sine tidligere ordrer. Pemberton var allerede begyndt at gå efter forsyningskolonnen, og var på vejen mellem Raymond og Edwards med sin bagtrop ved vejkrydset en halv kilometer syd for toppen af Champion Hill. Da han blev beordret til at marchere i modsat retning blev hans bagtrop og mang af hans forsyningsvogne til det forreste af hans styrke.

## Slaget
Den 16. maj omkring kl. 7 om morgenen angreb Unionsstyrker de konfødererede og slaget ved Champion Hill var i gang. Pembertons styrke blev opstillet i en 5 km lang defensiv linje, som forløb fra sydvest mod nordøst langs toppen af en bakkekam, som havde udsigt til Jackson Creek. Grant skrev i sine Personal Memoirs, "... hvor Pemberton havde valgt sin position til at modtage os i, om det var ved tilfælde eller overlæg, var den vel valgt. Det er et af de højeste punkter i området og dominerede hele området."
Pemberton var ikke klar over at en af de tre Unionskolonner rykkede frem langs Jackson Road mod hans ubeskyttede venstre flanke på Champion Hill. Til beskyttelse posterede Pemberton brigadegeneral Stephen D. Lees brigade fra Alabama på toppen af Champion Hill, hvor de kunne holde øje med den rapporterede kolonne, som var på vej til korsvejen. Lee opdagede Unionstropperne og de så snart ham. Hvis denne styrke ikke blev stoppet ville den afskære rebellerne fra deres base i Vicksburg. Pemberton modtog en advarsel om Unionens bevelser og sendte tropper til til sin venstre flanke. Unionsstyrken ved Champion House gik i aktion og det placerede artilleri begyndte at skyde.
Da Grant ankom til Champion Hill omkring kl. 10.00 beordrede han angrebet igangsat. John A. McClernands korps angreb på venstre side, James B. McPherson's på højre; William T. Sherman's korps var et godt stykke efter de andre, ved at afgå fra Jackson. Kl. 11.30 var Unionens styrker nået frem til den konfødererede hovedlinie og omkring kl. 13 tog de toppen mens tropperne fra Carter L. Stevensons division trak sig tilbage i uorden. McPherson' korps fejede fremad, erobrede krydset og lukkede flugtruten via Jackson Road. Divisionen under John S. Bowen udførte et modangerb til støtte for Stevenson og trængte Unionstropperne tilbage ned over toppen af Champion Hill inden deres fremdrift gik i stå. De havde imidlertid ikke tilstrækkelig mange tropper til at holde den position. Pemberton gav William W. Loring ordre til at sende styrker fra den sydlige del af linjen (hvor de ikke var i kraftig kamp på grund af McClernand ineffektive angreb) for at forstærke stillingen på toppen, men Loring afviste med henvisning til de store styrker foran hans front.
Så var det Grants tur til at gennemføre et modangreb. Han benyttede tropper som netop var ankommet fra Clinton via Bolton. Pembertons mænd kunne ikke modstå dette angreb, så han beordrede den tilbage fra slagmarken til det ene flugtvej, som endnu var åben: der hvor Raymond Road krydsede Bakers Creek. Nu havde Loring givet efter for Pembertons ordre og marcherede i retning af kampen, men ad en omvej, som holdt ham ude af kampen. Brigadegeneral Lloyd Tilghmans brigade udgjorde bagtroppen, og de holdt stand for enhver pris, inklusiv tabet af Tilghman, som blev offer for artilleriild. Sidst på eftermiddagen tog Unionstropperne Bakers Creek Bridge og ved midnat havde de erobret Edwards. De konfødererede faldt tilbage til en defensiv stilling ved Big Black River foran Vicksburg. Slaget ved Big Black River Bridge den følgende dag ville være sidste chance for Pemberton til at undslippe.

## Efterspil
Champion Hill var en blodig med afgørende sejr til Unionen. I sine Personal Memoirs, skrev Grant: "Mens slaget raser kan man se fjenden blive mejet ned i tusinder eller titusinder med stor ro, men efter slaget er disse scener urovækkende, og man har en naturlig tendens til at lindre smerterne hos såvel fjende som ven."
Grant kritiserede den manglende kampånd hos sin rival McClernand, utilfreds med at han ikke havde dræbt eller fanget hele Pembertons styrke. McClernand tab var lave på Unionens venstre flanke. McPherson på højre flanke bar hovedparten af Unionens tab, omkring 2.500. De konfødererede havde tab på omkring 3.800. Deres tab indeholdt det meste af Lorings division som var marcheret af sted for at tilslutte sig Joseph E. Johnston i Jackson.

## Bevarelse af slagmarken
Adskilte dele af slagmarken på i alt 320 ha ejes af staten Mississippi. Disse arealer er reserveret til en mulig fremtidig indlemmelse i Vicksburg National Military Park. Coker House står ved siden af en sydlig del af slagmarken ved Champion Hill. Det blev anvendt som hospital af Unionstropperne og da de drog videre plyndrede de både huset og plantagens lagre.
Skudhuller i fordøren og karmen og huller efter kanonkugler på den vestlige side af Coker House vidner stadig om slaget ved Champion Hill. I 1985 blev den historiske ejendom doneret til Jackson Borgerkrigs Roundtable og senere testamenteret til Mississippi Department of Archives and History. I dag er huset genopbygget. Tusinder af hektar af den centrale slagmark er i privateje og er kategoriseret som II.1. Class A. (mulighed for dækkende bevarelse, god integritet, lav trussel) af Borgerkrigs stedernes rådgivende kommission.

## Eksterne links
- Officiel hjemmeside for Champion Hill
- National Park Service, Vicksburg
- West Point Atlas kort over Grants fremrykning fra Jackson til Vicksburg
- Civil War Battlefields Listed by Preservation Priorities Arkiveret 9. juni 2007 hos  Wayback Machine
- Animeret historie om Slaget ved Vicksburg herunder slaget ved Champion Hill Arkiveret 12. januar 2009 hos  Wayback Machine